# S/2017 J 2
S/2017 J 2  (auch Jupiter LXIII) ist einer der kleineren Monde des Planeten Jupiter.

## Entdeckung
S/2017 J 2 wurde im Jahr 2017 von den Astronomen Scott S. Sheppard, David J. Tholen und Chad Trujillo auf Aufnahmen, die bis zum 5. Februar 2016 zurückreichen, entdeckt. Der Mond hat noch keinen offiziellen Namen erhalten – bei den Jupitermonden sind dies in der Regel weibliche Gestalten aus der griechischen Mythologie –, sondern  wird entsprechend der Systematik der Internationalen Astronomischen Union (IAU) vorläufig als S/2017 J 2 bezeichnet.

## Bahndaten
S/2017 J 2 umkreist Jupiter mit einer großen Halbachse von etwa 23,3 Millionen Kilometern in etwa 735 Tagen. Die Bahn weist eine Exzentrizität von 0,24 auf. Die Bahnneigung beträgt 166,4°.

## Physikalische Daten
Aufgrund der Helligkeit des Objektes kann man den Durchmesser auf ungefähr einen Kilometer schätzen.